# Esenbeckia infrataeniata
Esenbeckia infrataeniata är en tvåvingeart som beskrevs av Lutz och Castro 1935. Esenbeckia infrataeniata ingår i släktet Esenbeckia och familjen bromsar. Inga underarter finns listade i Catalogue of Life.